# We Wish You a Merry Christmas

We Wish You a Merry Christmas (Nous vous souhaitons un joyeux Noël) est un chant de Noël anglais.

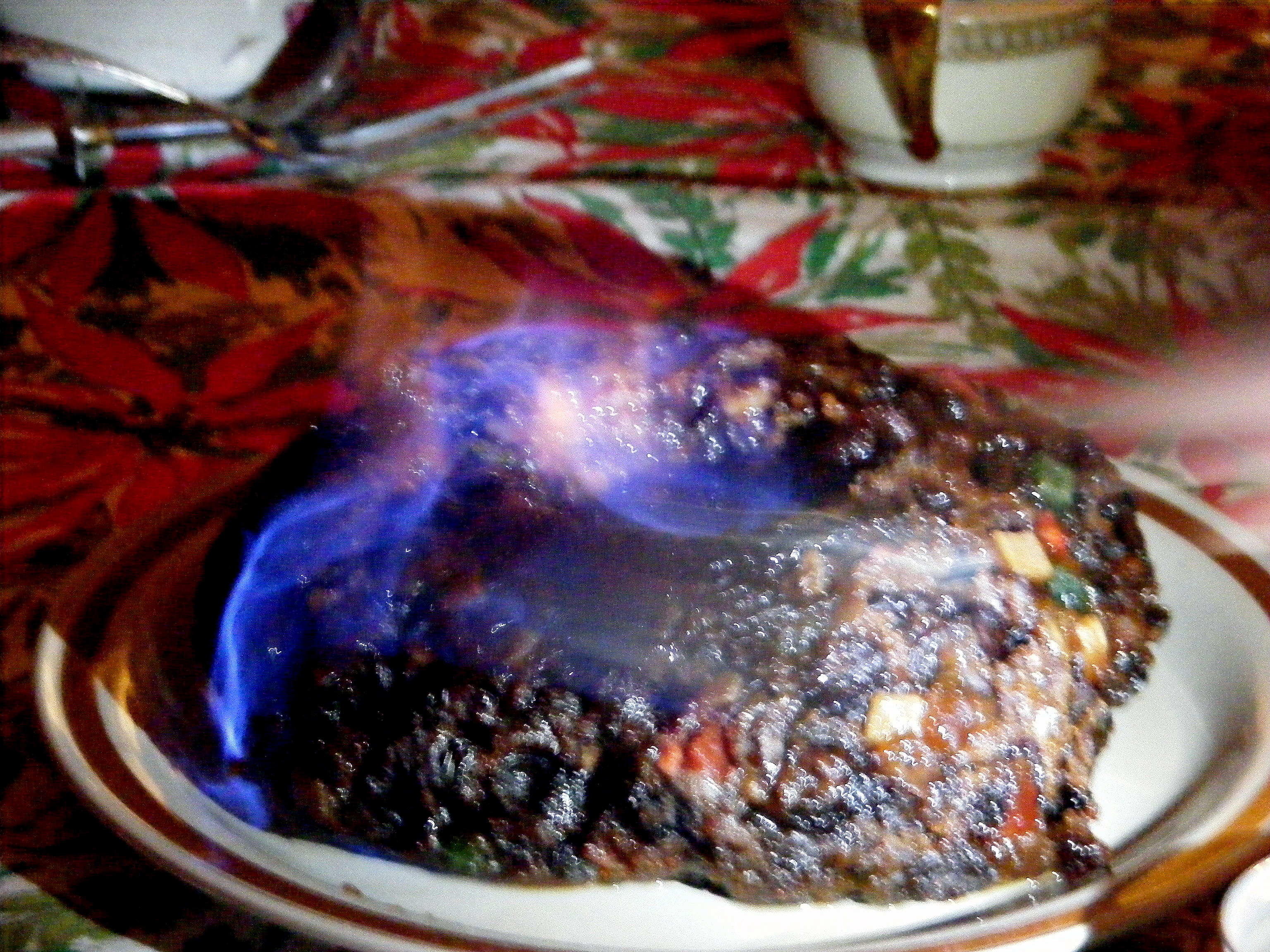
Le figgy pudding dont les paroles font références.

Très connu de nos jours, il a été popularisé par Arthur Warrell (1883-1939), chef de chœur à l'Université de Bristol, qui en fit jouer la première version documentée le 6 décembre 1935 au concert de Noël de l'université. Il le présenta sous le titre A Merry Christmas : chanson traditionnelle du West Country. Cette version comportait les paroles « I wish you a merry Christmas » (je vous souhaite un joyeux Noël).
La chanson fait mention de Noël et de la nouvelle année.

## Paroles
| Couplet 1 We wish you a merry Christmas And a happy new year                                         |
| Refrain Good tidings we bring to you and your kin We wish you a merry Christmas And a happy new year |
| Couplet 2 Oh, bring us some figgy pudding Some bring it out here                                     |
| Refrain                                                                                              |
| Couplet 3 We won't go until we got some So bring some out here                                       |
| Refrain                                                                                              |

## Adaptations
Le groupe The Everly Brothers interprète la chanson éponyme dans leur album Christmas with the Everly Brothers and the Boys Town Choir (en) sorti en 1962.
En 2006, le groupe folk rock Blackmore's Night adapte la chanson sur son album de chants de Noël Winter Carols.